# Suicide Club
(Slogan promozionale.)
Suicide Club (Suicide Circle o 自殺サークル?, Jisatsu Sākuru), è un film del 2002 scritto e diretto da Sion Sono. Avrebbe dovuto far parte di una trilogia sull'alienazione della società giapponese, il cui secondo film è Noriko's Dinner Table, diretto da Sono nel 2005, ma il terzo capitolo non è mai stato realizzato.
Dal film sono stati tratti un romanzo, intitolato Suicide Circle: The Complete Edition, scritto da Sion Sono nel 2002, e un manga scritto e disegnato da Usamaru Furuya, pubblicato in volume nel 2002.
Nel 2003 vinse il premio della giuria al Fant-Asia Film Festival.
Il nome del gruppo, "Dessert", viene declinato in "Dessart" e "Desert" più volte nel corso del film, ma si tratta in realtà di un errore apparente. In giapponese la traslitterazione di alcune parole inglesi avviene secondo norme ben precise che porterebbero a ravvisare in "Dessert" una possibile pronuncia di "Death Art" (arte della morte) o "Death Red" (rosso mortale).

## Trama
Cinquantaquattro ragazze liceali si tengono per mano, sorridono e si suicidano improvvisamente, gettandosi sotto un treno in corsa nella metropolitana di Shinjuku. Compiuto il suicidio, una mano anonima rilascia a terra una borsa sportiva bianca il cui contenuto rimane momentaneamente ignoto. Successivamente, viene presentato un breve scorcio televisivo nel quale un popolare gruppo musicale di teenager, le Dessert, si esibisce con un pezzo orecchiabile intitolato "Mail Me".
Nel frattempo, in un ospedale della stessa cittadina, la guardia di sicurezza preposta alla sorveglianza notturna dello stabile rimane stupita dalla scomparsa di due infermiere durante il turno notturno; l'una svanisce nel nulla, mentre la seconda si getta dalla finestra senza dare apparentemente alcun segno di squilibrio mentale. La guardia, terrorizzata dallo spegnersi improvviso delle luci dello stabile, grida in preda al panico mentre una nuova borsa bianca viene fatta scivolare sul pavimento partendo dall'entrata dell'ascensore che collega i piani dell'ospedale.
Il detective Kuroda, assieme ai colleghi Shibusawa e Murata, viene incaricato del caso, e inizia a seguire diverse piste temendo la presenza di una connessione tra le morti. Presto, una hacker di nome Kiyoko (che utilizza lo pseudonimo di "The Bat") contatta la polizia informando della presenza in rete di uno strano sito riportante sotto forma di pallini rossi e bianchi le vittime, rispettivamente femmine e maschi.
Il contenuto delle borse viene fatto analizzare, esso consiste in due rotoli di pelle umana connessa da piccole scarnificature. Dopo un breve esame si comprende che tale pelle è stata rimossa dalle vittime prima della loro morte.
Il 28 maggio, presso una scuola di Tokyo, un gruppo di studenti durante un periodo di pausa scherza sui suicidi dei giorni precedenti, e in una sorta di rituale macabro ed incosciente acconsentono a gettarsi tutti dal tetto dell'edificio.
Il 29 maggio Mitsuko viene colpita dal fidanzato Masa lanciatosi in volo da una palazzina del centro della città. Negli istanti precedenti la morte del giovane, la ragazza pare scioccata non tanto dalla morte della persona amata quanto dalla risolutezza di cui dovrà farsi carico per sopravvivere, e si rintana barcollante in un caffè locale prima di esser interrogata dai detective che gestiscono il caso. Si scopre che un tratto di pelle presente in uno dei rotoli combacia perfettamente con una ferita sulla schiena di Masa.
Successivamente, la famiglia dell'investigatore Kuroda non pare eccessivamente turbata dall'ondata di suicidi; il figlio dell'ispettore, Toru, mostra addirittura con tono giocoso al padre un sito ambiguo mostrante frammenti di messaggi inerenti ai suicidi.
Il 30 maggio gli ispettori ricevono una chiamata da parte di un ragazzino che si raschia la gola ad ogni frase. Dopo aver chiesto a Kuroda se fosse connesso con se stesso, informa che alle 7.30 un altro suicidio di massa avverrà sulla stessa piattaforma ferroviaria. Nulla accade, mentre i suicidi dilagano in tutto il Giappone. Vengono mostrate sequenze in cui avvengono, imperturbabilmente da parte dei soggetti interessati, suicidi in diretta di partecipanti a programmi di intrattenimento; un commerciante s'uccide ingoiando farmaci, una madre si taglia dita e mano intera dinanzi alla figlia piccola schizzando sangue sul proprio viso, sorridendo. Kuroda, tornato a casa, scopre che anche tutti i membri della sua famiglia sono morti.
"The Bat" viene catturata dagli scagnozzi di uno psicopatico che si fa chiamare Genesis, e nel suo covo underground viene fatta violentare e uccidere una ragazza racchiusa in un sacco di stoffa mentre egli canta una canzone. Dopo aver ricevuto una nuova chiamata dallo stesso ragazzino che avvisò di un possibile suicidio alla stazione, Kuroda riflette sulla domanda "sei connesso con te stesso?" postagli, infine estrae una pistola e si uccide dinanzi ai colleghi. Nel frattempo al club underground la situazione è precaria, la sorella di Kiyoko è stata uccisa e in un disperato tentativo di non incorrere nella stessa fine cerca di inviare una mail alla Polizia, ma viene scoperta dal cantante. Ma egli vuole avere la sua notorietà, e consente l'invio di informazioni. La cattura conseguente del gruppo da parte delle autorità diviene di dominio nazionale.
Il 1º giugno, Mitsuko torna presso la casa di Masa. Entrando nella sua camera, si rende conto che qualcosa non va. Ci sono poster del gruppo Dessert appesi al muro, infine sfogliando un album trova foto sue e del gruppo insieme. Infine un telefono suona, con la suoneria rievocante un successo delle Dessert. Prendendo il cellulare, Mitsuko ha un'intuizione: il numero delle dita mostrate e i numeri stampati sugli abiti delle componenti il gruppo (mostrato in uno dei poster) ha una connessione. Premendo ogni numero per il numero di dita mostrate, il servizio SMS del cellulare compone la parola S-U-I-C-I-D-E. Un altro telefono suona, a Mitsuko viene richiesto di inserire un PIN. La ragazza inserisce lo stesso numero impiegato per decodificare il messaggio e un ragazzino risponde alla chiamata dicendo che non esiste alcun Suicide Club. Mitsuko decide di partecipare al live delle Dessert.
Il 2 giugno Mitsuko impiega il codice per ottenere accesso al backstage, giungendo dopo poco a un palcoscenico teatrale dove una serie di domande le viene proposta da bambini. ("Sei qui per riparare la tua connessione con te stessa?") La ragazza risponde che è connessa, e i bimbi applaudono festosi. Viene condotta poi in un luogo surreale colmo di pulcini e luci sfavillanti, dove un uomo mascherato passa una pialla ai bambini per rimuovere striscioline di pelle a ogni partecipante.
Il detective Shibusawa ritrova la borsa portata fuori dal palcoscenico da Mitsuko e nota che un frammento di pelle corrisponde al suo per via di un tatuaggio a forma di farfalla che aveva notato durante l'interrogatorio. Credendo che stia per commettere suicidio, la insegue fino in stazione, ma Mitsuko non è intenzionata ad uccidersi. Entra quieta e sicura sul treno, mentre i titoli di coda scorrono sull'ultimo concerto delle Dessert.

## Citazioni da e verso altre pellicole
- Genesis sostiene che vorrebbe morire come Giovanna d'Arco nel film Processo a Giovanna d'Arco, diretto nel 1962 da Robert Bresson.[1]
- Genesis indossa un paio di scarpe con i tacchi alti e siede su una sedia assumendo la stessa postura del dottor Frank-N-Furter in The Rocky Horror Picture Show, diretto da Jim Sharman nel 1975.[1]
- La sequenza in cui una guardia di sicurezza dell'ospedale vede due infermiere vestite allo stesso modo, con un abito rosa, che lo fissano è un riferimento a un'analoga sequenza presente in Shining, diretto da Stanley Kubrick nel 1980: esattamente la sequenza in cui il bambino protagonista vede due bambine gemelle vestite di azzurro che lo fissano inquietantemente.[1]
- In Hostel, diretto da Eli Roth nel 2005, è presente una sequenza in cui una ragazza giapponese orribilmente sfigurata si getta contro un treno in corsa in una stazione. La sequenza e i suoi dettagli splatter sono gli stessi della sequenza iniziale di Suicide Club.[1]
- Alcune parti della sequenza iniziale verranno riproposte in Noriko's Dinner Table.